# Calle Friberg
Calle Friberg,folkbokförd som Carl Rasmus Friberg, född 9 april 1981, är en svensk mountainbikecyklist. 
Kommer från Kungsängen. Flerfaldig svensk mästare och landslagsman MTB Cross Country. Började tävla 1992, blev proffs år 2000 med Team Crescent. Fortfarande aktiv 2017. Har bland annat representerat de svenska klubbarna Spårvägens IF, Västerort CK, Kvänums IF. Har representerat proffslagen Scott Allianz (CH), Bikin Cyprus (CYP) och SRM-Stevens(GER). 
Calle Friberg är sambo med triatleten Lisa Nordén.